# بارني جامبل
بارني جامبل هو شخصية خيالية في المسلسل الأمريكي ذا سيمبسونز، يؤدي صوته الممثل الأمريكي دان كاستلانيتا.